# Last Splash
Last Splash è il secondo album del gruppo musicale statunitense The Breeders, pubblicato dall'etichetta indipendente 4AD il 30 agosto del 1993.
Prodotto da Kim Deal e Mark Freegard, È stato registrato presso i Coast Recorders di San Francisco, California e i Brilliant Studios di Dayton, Ohio.

## Tracce
1. New Year - 1'56"
2. Cannonball – 3'33"
3. Invisible Man – 2'48"
4. No Aloha - 2'07"
5. Roi - 4'11"
6. Do You Love Me Now? - 3'01"
7. Flipside – 1'59"
8. I Just Wanna Get Along – 1'44"
9. Mad Lucas – 4'36"
10. Divine Hammer - 2'41"
11. S.O.S. – 1'31"
12. Hag - 2'55"
13. Saints - 2'32"
14. Drivin' on 9 - 3'22"
15. Roi (Reprise) - 0'42"